# Mito della Wehrmacht pulita

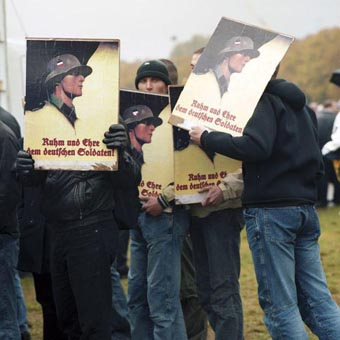
Proteste contro la Wehrmachtsausstellung (Mostra della Wehrmacht) a Monaco di Baviera, 12 ottobre 2002. L'esposizione mostrava al pubblico tedesco i crimini di guerra della Wehrmacht. I cartelloni dei dimostranti, basati sulla propaganda nazista del tempo di guerra, recitano: «Fama e Onore ai Soldati Tedeschi».

Il mito della Wehrmacht pulita (in tedesco: Mythos der sauberen Wehrmacht) è la convinzione nata nell'immediato dopoguerra, che la Wehrmacht sia stata un’organizzazione apolitica, in continuità con la Reichswehr, e che sia stata in gran parte estranea ai crimini della Germania nazista, essendosi comportata altrettanto onorevolmente delle forze armate degli Alleati occidentali. La falsità di questa narrazione è dimostrata dai documenti della stessa Wehrmacht: essa solitamente trattò i prigionieri di guerra del Regno Unito e alleati secondo le leggi di guerra (dando al mito plausibilità in Occidente), ma schiavizzò, affamò, fucilò o abusò in altri modi dei prigionieri polacchi, sovietici e jugoslavi. Le unità della Wehrmacht parteciparono inoltre allo sterminio di massa degli ebrei e di altre popolazioni dell'Est Europa.
Il mito ebbe origine nei tardi anni 1940, allorquando gruppi di ex ufficiali e veterani della Wehrmacht cercarono di minimizzare le colpe delle forze armate. A partire dal 1950, nell’ambito del riarmo della Repubblica Federale Tedesca, gli Alleati sostennero il mito considerando la sua utilità in una prospettiva di interesse pubblico. Nel XXI secolo il mito trova i suoi difensori in alcune associazioni di veterani tedeschi, in vari autori di estrema destra e in alcuni editori in Germania e all’estero. I sostenitori moderni sminuiscono o negano l’implicazione della Wehrmacht nell’Olocausto, ignorano ampiamente le persecuzioni tedesche dei prigionieri di guerra sovietici ed enfatizzano il ruolo delle SS e dell’amministrazione civile nelle atrocità del Terzo Reich.

## La guerra di sterminio

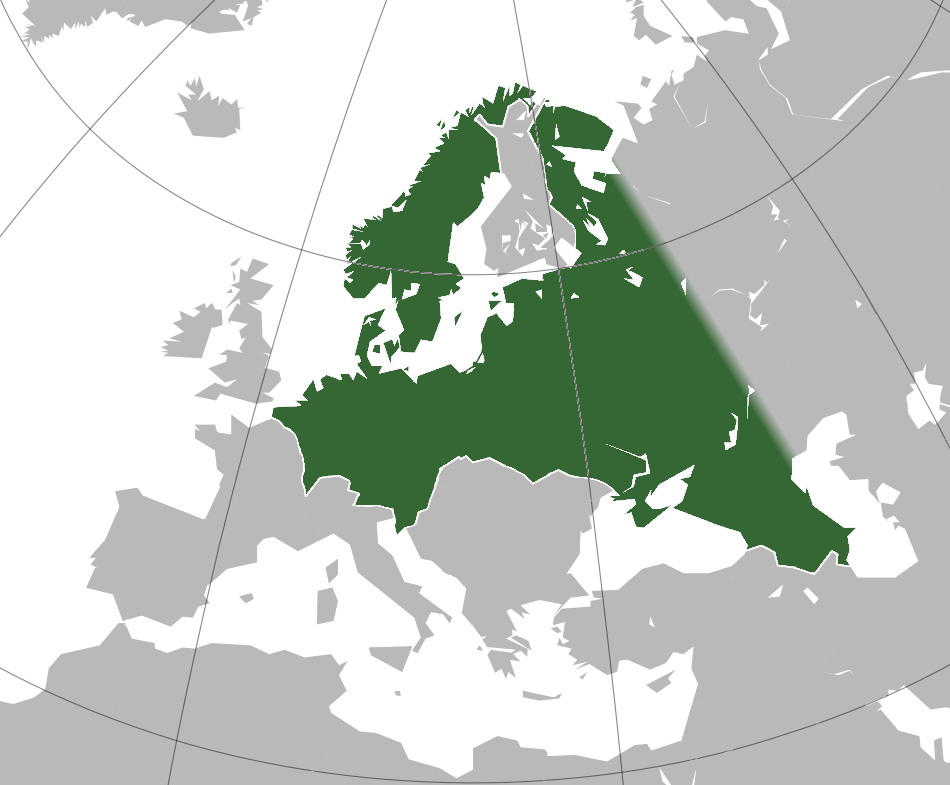
Avendo il piano di fondare il cosiddetto Grande Reich, la leadership nazista puntò a conquistare i territori dell'est europeo, germanizzare coloro che erano visti come parte della "razza ariana", soggiogare o sterminare la popolazione sovietica e ripopolare detti territori con coloni di etnia tedesca.

Agli occhi dei nazisti, la guerra contro l'Unione Sovietica avrebbe dovuto essere una Vernichtungskrieg, ossia una guerra di annientamento. La politica razziale della Germania nazista vedeva l’Unione Sovietica (e tutto l’Est europeo) come popolata da Untermenschen (sub-umani) non-ariani, governata da “cospiratori giudeo-bolscevichi”. Quindi, la politica nazista era di uccidere, deportare o schiavizzare la maggioranza delle popolazioni russe o slave secondo il Generalplan Ost ("Piano Generale per l’Est"). Il piano consisteva nel Kleine Planung ("Piccolo Piano") e nel Große Planung ("Grande Piano"), che comprendevano rispettivamente azioni da intraprendere durante la guerra e dopo aver vinto la guerra.
Prima e durante l’invasione dell’Unione Sovietica, le truppe tedesche furono pesantemente indottrinate di ideologia antibolscevica, antisemita e antislava per mezzo di film, radio, conferenze, libri e volantini. In seguito all’invasione, gli ufficiali della Wehrmacht ordinarono ai loro soldati di prendere di mira popoli variamente descritti come “sub-umani giudeo-bolscevichi”, “orde mongole”,  “marea asiatica”, “bestia rossa”. Di conseguenza molti, fra le truppe tedesche, vedevano la guerra in termini nazisti e guardavano i loro nemici sovietici come sub-umani. Un discorso del generale Erich Hoepner, nel momento in cui dice alla 4ª Armata corazzata che la guerra contro l’Unione Sovietica è «parte essenziale della lotta del popolo tedesco per l’esistenza» (Daseinskampf), e afferma che «la lotta deve tendere all’annientamento della Russia di oggi e deve inoltre essere condotta con crudeltà senza pari», dà un’idea del carattere dell'Operazione Barbarossa e del piano razziale nazista.

### Gli "ordini criminali"
La direttiva per l'operazione Barbarossa venne firmata da Hitler il 18 dicembre 1940, e poco dopo vennero adottate disposizioni specifiche che conferirono all'imminente conflitto contro l'Unione Sovietica un volto decisamente singolare. Il 13 marzo 1941 il capo di stato maggiore generale della Wehrmacht, il feldmaresciallo Wilhelm Keitel informò i suoi generali che i vari teatri d'operazione sarebbero stati suddivisi tra l'esercito e le unità speciali comandate dal capo dell SS e della polizia tedesca, Heinrich Himmler. Queste unità ad hoc, ossia le Einsatzgruppen che già durante la campagna di Polonia avevano perpetrato omicidi di massa, nelle disposizioni di Keitel, a est avrebbero operato nelle stesse zone della Wehrmacht, ma in modo del tutto indipendente per adempiere a «speciali compiti di polizia e sicurezza», e sarebbero state subordinate all'esercito solo per quando riguardava la logistica e il trasporto. Questa prima direttiva si limitò ad annunciare una normativa che ben presto riguardò la stessa Wehrmacht, e a tal proposito una serie di ordini firmati nel maggio e giugno 1941, liberarono le truppe da ogni obbedienza alle leggi di guerra. Nella storiografia tedesca si legge spesso del famoso Kommissarbefehl del 6 giugno 1941, che indubbiamente deve la sua fortuna memoriale al fatto di ordinare esplicitamente di uccidere senza prove e senza procedura giudiziaria uomini disarmati. Tuttavia questa direttiva restava specificata e circoscritta, furono un'altra serie di ordini firmati da Keitel a partire dal 13 maggio 1941 a estendere il campo d'azione della Wehrmacht. Il «Decreto sull'esercizio della giurisdizione militare nella zona Barbarossa» equivalse a una firma in bianco integrale per tutti gli atti di violenza e repressione che avrebbero contribuito alla sicurezza delle truppe tedesche a est senza dover passare per una corte marziale, in modo tale che ogni atto ostile debba «essere combattuto immediatamente con i mezzi più radicali fino alla distruzione totale dell'aggressore», autorizzando «misure di violenza collettiva» verso «ogni località sospetta». Questo decreto, oltre a togliere ogni protezione giuridica ai nemici, proteggeva pienamente i membri della Wehrmacht, e otto giorni dopo venne confermato da un nuovo decreto firmato da Walther von Brauchitsch nel quale si specificava che gli abusi individuali che avrebbero compromesso la disciplina o a lungo termine, la tenuta della truppa, sarebbero stati puniti.
In pratica le popolazioni e i territori dell'est vennero considerati come luoghi fuori dalle leggi comuni e gli ordini decretati in questo senso erano finalizzati a una campagna che si sperava rapidissima. La Blitzkrieg a est richiedeva ordini massimalisti che fin dall'inizio avrebbero imposto l'esercizio della violenza militare e poliziesca, tuttavia le previsioni tedesche si rivelarono sbagliate e le autorità tedesche a est si trovarono a impostare un'occupazione militare più lunga del previsto. Gli ordini che facevano delle popolazioni a est dei nemici senza protezione legale non prevedevano che con la stagnazione della guerra queste diventassero una minaccia effettiva sotto forma di forze partigiane, e per far fronte a questo nuovo problema Hitler emanò il 18 agosto 1942 la direttiva nº 46, che prevedeva misure durissime contro il «flagello» delle «bande all'est». Quest'ordine, pur radicalizzando le misure contro la lotta partigiana a livelli molto violenti, faceva un passo indietro rispetto agli ordini del 1941 riguardanti la popolazione, con la quale ora si sarebbe dovuto cercare una conciliazione. L'alto comando si era arreso all'evidenza; gli ordini criminali diramati prima di Barbarossa avevano portato la popolazione a scegliere tra morire e resistere, ingrandendo quindi il problema della guerra partigiana fino a punti insostenibili. Veniva quindi applicata una differenziazione tra «slavi buoni e cattivi», questi ultimi presi particolarmente di mira con accresciuta durezza come precisato dall'ordine del 16 dicembre 1942 sulla «Lotta rigorosa contro i movimenti di resistenza nei Balcani e a Est», che affermava per la prima volta come donne e bambini fossero anch'essi bersagli legittimi, e come l'esercito era autorizzato a impiegare ogni mezzo, senza alcuna restrizione, nelle operazioni di individuazione e distruzione dei resistenti, precisando inoltre come «ogni riguardo verso i partigiani» fosse un «crimine contro il popolo tedesco e contro il soldato tedesco al fronte». La compassione e la pietà non potevano avere altro oggetto che non l'unico popolo che avesse valore, il popolo tedesco.

## Negazione dei crimini e nascita del "mito"
Con la fine della guerra nacque subito la consapevolezza tra gli Alleati dei dilemmi morali impliciti in una ripartizione di responsabilità tra coloro che sarebbero stati imputati durante il processo di Norimberga. Il primo a sollevare la questione nel giugno 1945 fu il giudice statunitense Robert Jackson, il quale temeva la possibilità che la combinazione di due principi legali - l'immunità riconosciuta a un capo di Stato e il diritto di invocare a propria difesa l'obbedienza agli ordini - potesse determinare l'assurda conclusione che nel Terzo Reich «nessuno è responsabile». Il concetto secondo cui gli individui siano personalmente responsabili di eventuali atrocità commesse eseguendo gli ordini era chiaramente contemplato dalla legge americana e inglese, meno però dalla tradizione giuridica europea. Questa differenza spiega forse perché gli imputati di Norimberga siano ricorsi così volentieri alla tesi secondo la quale la lealtà e l'obbedienza a Hitler rappresentavano una spiegazione sufficiente alle loro azioni e perché gli inquirenti trascorsero ore e ore infruttuose nel tentativo di ottenere un'ammissione di responsabilità da parte degli sconfitti. In particolare i prigionieri militari negarono categoricamente l'idea che le forze armate avessero sistematicamente commesso crimini di guerra o fatto qualcosa di diverso dal combattere la guerra, esattamente come i loro nemici. Generalmente gli imputati militari si dimostrarono più disponibili a un'assunzione di responsabilità, dove era il caso, e discutere particolareggiati argomenti probatori, com'era loro diritto. È probabile che questi fossero sinceri nel proclamare la propria ignoranza dei dettagli politici: prima del 1945 nessuno di loro aveva sentito l'obbligo di alzare il velo di segretezza sui campi e sui servizi di sicurezza, di cui approvavano comunque gli obiettivi. Cionondimeno a Norimberga le svariate negazioni e professioni d'ignoranza furono ascoltate con scetticismo dai giudici e le successive ricerche dimostrarono che, in generale, avevano ragione. Fu molto difficile fare breccia nelle forze armate tedesche, i cui capi affermarono insistentemente che la Wehrmacht non aveva perpetrato nessun crimine, a est come a ovest, e accusavano per questo i servizi di sicurezza, la polizia o il barbaro comportamento dei partigiani, contro i quali avevano ordinato rappresaglie durissime. Durante il regime hitleriano, e soprattutto dopo il suo crollo, i generali tedeschi tentarono di giustificare la collaborazione con il nazionalsocialismo ricorrendo essenzialmente a due argomentazioni: la prima era che i ranghi degli ufficiali subalterni e la base dell'esercito erano imbevuti di nazionalsocialismo a un punto tale che sarebbe stato impossibile organizzare un colpo di Stato; la seconda esaltava la lunga tradizione di sovra-partiticità (Überparteilichkeit) dell'esercito e i suoi doveri al fronte, che impedivano ogni interferenza con il vertice politico.
In questo contesto si colloca l'interrogatorio al generale Heinz Guderian condotto a Norimberga il 5 novembre 1945, in cui il generale offrì all'inquirente una versione "standardizzata" in merito alle responsabilità dell'esercito nelle atrocità, versione che negli anni Cinquanta finì per essere universalmente accettata: l'esercito aveva combattuto, le SS avevano assassinato. Il successo con cui i comandi militari riuscirono a presentare la Wehrmacht come una forza operativa che nulla aveva avuto a che fare con il razzismo e la politica di sterminio del regime, ha impedito che si facesse una seria ricerca storiografica sulla guerra nell'est per almeno una generazione. Queste tesi auto-assolutorie vennero ampiamente utilizzate dai generali tedeschi nell'immediato dopoguerra, i quali spiegarono nelle loro memorie come si sarebbe potuto vincere se la dirigenza nazista avesse seguito i loro consigli, «in una sorta di prolungamento della battaglia sulla carta» con la quale si voleva offuscare l'effetto di un'altra grande impresa di pubblicazione di fonti d'archivio: l'ampia documentazione raccolta dal Tribunale militare internazionale di Norimberga che costituiva una prova schiacciante delle colpe degli accusati. Archetipo di questo tipo di pubblicazioni auto-assolutorie e accusatorie della dirigenza nazista fu il libro di memorie del generale Erich von Manstein "Verlorene Siege" ("Vittorie perdute") pubblicato nel 1955, due anni dopo la sua scarcerazione a seguito della condanna per crimini di guerra avvenuta a Norimeberga, che si affiancò alle memorie e agli studi di vari ex ufficiali tedeschi nel dopoguerra. Il principale architetto di questi lavori fu l’ex Capo di stato maggiore Franz Halder, che supervisionò informalmente il lavoro di altri ufficiali che, durante e dopo la prigionia di guerra, lavorarono per il gruppo di ricerca del Foreign Military Studies Project ed ebbero accesso esclusivo agli archivi di guerra tedeschi conservati dall'US Army Historical Division. Ulteriori impulsi a questa visione "travisata" della storia furono i lavori degli stessi storici anglosassoni, come Basil Liddell Hart, il quale sul finire degli anni Quaranta ebbe l'opportunità di intervistare i prigionieri di guerra tedeschi, tra cui generali e ammiragli. Liddel Hart trascrisse questi numerosi colloqui in I generali tedeschi narrano, ma negli anni successivi il suo lavoro fu criticato in quanto l'autore mostrava una eccessiva credulità nel dipingere il corpo ufficiali tedesco, presentato come un organo «composto essenzialmente di tecnici», intenti soprattutto a svolgere diligentemente i loro compiti professionali, senza idee in merito a ciò che accadeva al di là della loro sfera di influenza. Le pubblicazioni di Liddell Hart, assieme a quelle di J.F.C. Fuller hanno poi indotto gli storici anglosassoni a giungere alla sorprendente conclusione che «sul campo l'esercito tedesco nel suo complesso osservò le regole della guerra meglio di quanto fece nel 1914-1918». Gli studi storiografici successivi hanno però ampiamente dimostrato come i generali tedeschi "raggirarono" Liddell Hart relativamente alle loro complicità nelle atrocità compiute dalla Wehrmacht, questo perché i generali tedeschi volevano liberarsi dal peso della collaborazione con il regime e dell'attuazione delle sue politiche criminali, richiamandosi a un nucleo di valori morali che in realtà era in completa antitesi con le loro azioni. Così, oltre al gran numero di memoriali di carattere apologetico e giustificativo, nell'immediato dopoguerra videro la luce anche moltissimi libri sulla storia delle singole divisioni scritti dagli stessi veterani, accomunati dalla volontà di rappresentare la propria guerra come una storia di coraggio, patriottismo e sacrificio, ignorando molto spesso gli aspetti più abietti della guerra.
Un altro episodio che facilitò l'affermazione del concetto di "guerra pulita" della Wehrmacht, fu l'intervento del governo britannico durante il processo per crimini di guerra al generale Albert Kesselring: quest'ultimo ebbe inizio nel febbraio 1947 a Venezia da parte di una corte militare inglese, e si concluse il 6 maggio con una sentenza di condanna a morte. Fin dal giorno successivo gli ambienti politici e militari britannici incominciarono una decisa campagna contro la condanna a morte del generale tedesco. Nel nuovo contesto politico internazionale che si andava delineando, la Germania occupata dagli alleati (che sarebbe poi diventata la Repubblica Federale Tedesca) diventava sempre più un tassello importantissimo dello schieramento occidentale in funzione anti-sovietica, e non conveniva perciò insistere sul tema dei crimini di guerra tedeschi. A favore di Kesselring intervennero diverse personalità militari di spicco, tra le quali Harold Alexander, il quale l'8 maggio 1947 scrisse al Primo ministro Winston Churchill di sperare che la condanna a morte venisse commutata, poiché Kesselring e i suoi soldati avevano combattuto «in maniera dura ma pulita». La mobilitazione a favore del generale tedesco ottenne il risultato voluto, e il 29 giugno il generale John Harding commutò la condanna a morte a Kesselring e dei generali Heinrich von Vietinghoff e Kurt Mälzer in ergastolo, con argomentazioni che dimostravano la vicinanza culturale degli stessi Alleati con gli ex-nemici in tema di crimini di guerra, soprattutto se avvenuti durante la lotta anti-partigiana. Harding ribaltò così la decisione presa dagli stessi Alleati appena un anno prima, dove gli inglesi si impegnarono a processare Kesselring motivati proprio dal bisogno di processare i responsabili delle innumerevoli rappresaglie contro i civili svolte dalla Wehrmacht in Italia.
Secondo lo storico Joachim Staron, la condotta della Wehrmacht durante l'occupazione dell'Italia fra il 1943 e il 1945 è stata oggetto, nel dopoguerra, di un «mito della guerra pulita». Staron osserva che la «rimozione», da parte della storiografia e dell'opinione pubblica tedesca, dei crimini commessi dalla Wehrmacht in Italia «può essere posta in relazione con il mito, nel frattempo pesantemente messo in discussione, della "Wehrmacht pulita", e in particolare con il mito della "condotta pulita della guerra in Italia" che ne rappresenta una specifica variante. Ad alimentare tale mito – che naturalmente non è privo di un nocciolo razionale – sono stati in particolare alcuni generali, come per esempio l'allora comandante in capo del gruppo di armate C, Kesselring. Fu in seguito al suo processo e alla campagna di stampa per ottenere la commutazione della condanna a morte che ebbe origine e si diffuse il mito della "guerra pulita" da lui condotta in Italia, con il risultato che venne messa la sordina ai crimini compiuti dagli occupanti tedeschi a sud del Brennero. Nel cono d'ombra di tale leggenda anche le efferatezze di cui si resero responsabili le SS e lo SD sono state inizialmente ignorate o sono emerse solo con difficoltà e assai lentamente».
Staron rileva che, sulla scia del discusso libro del giornalista Erich Kuby Il tradimento tedesco, pubblicato nel 1982, la leggenda della guerra pulita in Italia è stata demistificata, nel corso degli anni 1990, da storici quali Friedrich Andrae, Gerhard Schreiber e Lutz Klinkhammer, che hanno segnato il passo per i successivi contributi sui crimini di guerra compiuti dalla Wehrmacht in Italia. Nello specifico l'insigne storico tedesco Schreiber descrisse l'imbarbarimento nella condotta bellica delle forze tedesche in Italia e nei confronti dei militari italiani catturati, non solo causato dal presunto "tradimento" dell'Italia, ma studiato in relazione al concetto di guerra totale e di sterminio che ormai caratterizzava la condotta militare tedesca in totale difformità alle regole e agli usi del diritto internazionale. In particolare la consapevolezza che nel trattamento dei prigionieri italiani catturati dalla Wehrmacht fossero stati commessi atti contrari alle consuetudini del diritto internazionale fu sottolineata sul terreno giudiziario in almeno due occasioni; la prima volta a Norimberga dove fu esplicitamente richiamata l'uccisione e il maltrattamento dei prigionieri italiani e del loro impiego forzato nell'economia bellica tedesca, la seconda volta durante il cosiddetto Geiselmordprozess intentato per la fucilazione di ostaggi e prigionieri italiani nei Balcani dalla V Corte militare americana di Norimberga, dove si fece esplicito richiamo ai crimini effettuati contro i reparti italiani catturati in seguito all'armistizio dell'8 settembre. Similmente a quanto accadeva a est, questi crimini furono dettati da Hitler e convalidati e accettati da Keitel, il quale il 12 settembre 1943 diramò l'ordine di procedere dopo la cattura alla fucilazione sommaria degli ufficiali italiani e all'avvio al lavoro forzato nei territori dell'est di sottufficiali e uomini di truppa. L'ordine, nella sua indeterminatezza, autorizzava qualsiasi atto di violenza nei confronti dei prigionieri.
I crimini di guerra della Wehrmacht in Italia furono per lungo tempo taciuti, e quando, nell'ottobre del 1962, fu proiettato nelle sale cinematografiche tedesche il film italiano Le quattro giornate di Napoli, in Germania si levò un'ondata di indignazione. Il tabù, ossia la comoda convinzione, che la Wehrmacht avesse tenuto in Italia una condotta di guerra irreprensibile fu messo in discussione dalle scene di questo film. La pellicola illustrava, secondo Schreiber, in modo esemplare le sofferenze inflitte alla popolazione italiana dall'infuriare della guerra, e mostrava, suscitando parecchio fastidio tra i cittadini della Repubblica Federale, i tedeschi come colpevoli. Anche in questo caso la «subdola separazione» operata nel dopoguerra dai generali e dagli ufficiali della Wehrmacht fra la propria condotta «pulita» e quella criminosa delle SS, venne ampiamente smontata dal già citato Schreiber, il quale nel suo apprezzato volume La vendetta tedesca 1943-1945. Le rappresaglie naziste in Italia ripercorre i terribili mesi d'occupazione e analizza i crimini, legittimati dallo stato nazista e perpetrati dai soldati tedeschi contro i civili i militari e i partigiani italiani.

### Il memorandum di Himmerod
A distorcere nell'opinione pubblica la visione della Wehrmacht ebbero il loro peso anche le politiche di occupazione dei paesi sconfitti decise durante la Conferenza di Potsdam, tenutasi fra l'Unione Sovietica, il Regno Unito e gli Stati Uniti dal 17 luglio al 2 agosto 1945. Queste includevano demilitarizzazione, denazificazione, democratizzazione e decentralizzazione. Tuttavia, secondo lo storico David C. Large, la realizzazione spesso rozza e inefficace di queste politiche da parte degli Alleati fece sì che la popolazione locale rigettasse il tutto come un «corrotto miscuglio di moralismo e giustizia dei vincitori». Inoltre nella zona occidentale di occupazione, l'avvento della guerra fredda indebolì il processo di demilitarizzazione, apparentemente giustificando il ruolo chiave della politica estera di Hitler – la «lotta contro il bolscevismo sovietico».
Ma la spinta decisiva alla nascita del "mito" fu il cambiamento del clima politico che contribuì alla creazione dell'immagine di una "Wehrmacht pulita", secondo cui, a differenza della polizia e dei gruppi SS colpevoli di azioni criminali, la Wehrmacht avrebbe combattuto lealmente secondo le disposizioni della legge di guerra internazionale, senza essere coinvolta nei crimini del regime nazista.
Nel 1950, dopo lo scoppio della Guerra di Corea, apparve chiaro agli americani che un esercito tedesco avrebbe dovuto essere ripristinato per tener fronte all'Unione Sovietica. Sia i politici americani sia quelli tedeschi occidentali si trovarono di fronte alla prospettiva di ricostruire le forze armate della Repubblica Federale. Dal 5 all'8 ottobre 1950, un gruppo di ex ufficiali superiori, su iniziativa del cancelliere Konrad Adenauer, si incontrò in segreto all’abbazia di Himmerod, presso Großlittgen, per discutere il riarmo della Germania Ovest. I partecipanti furono divisi in diversi comitati che si focalizzarono sugli aspetti politici, etici, operativi e logistici delle future forze armate. Il memorandum che ne risultò includeva un riepilogo delle discussioni della conferenza e portava il titolo «Memorandum sulla formazione di un contingente tedesco per la difesa dell'Europa Occidentale nell'ambito delle Forze di Combattimento Internazionali». Il memorandum era inteso sia come documento di pianificazione sia come base di negoziazione con gli Alleati Occidentali.
I partecipanti alla conferenza erano convinti che nessun futuro esercito tedesco sarebbe stato possibile senza la riabilitazione storica della Wehrmacht. Così, il memorandum incluse i seguenti punti chiave: 
- Tutti i soldati tedeschi colpevoli di crimini di guerra sarebbero stati rilasciati;
- La «diffamazione» del soldato tedesco, inclusa quella delle Waffen-SS, avrebbe dovuto cessare;
- Avrebbero dovuto essere prese «misure per trasformare l’opinione pubblica tedesca e straniera» riguardo alle forze armate tedesche.

Adenauer accettò queste proposte, ma avvisò i rappresentanti delle tre potenze occidentali che non sarebbe stato possibile formare il nuovo esercito finché i soldati tedeschi fossero rimasti prigionieri. Per soddisfare il governo della Germania Ovest, gli Alleati commutarono un certo numero di condanne di crimini di guerra.
Sempre su questa linea si pose la dichiarazione pubblica di Dwight D. Eisenhower del gennaio 1951, dove l'ex comandante in capo delle forze alleate in Europa affermò che c’era «una vera differenza tra il soldato tedesco e Hitler col suo gruppo criminale». Il cancelliere Adenauer fece una dichiarazione simile in un dibattito al Bundestag sull'articolo 131 della Grundgesetz (la costituzione della Germania Ovest). Dichiarò che il soldato tedesco, se «non riconosciuto colpevole di illeciti», combatté sempre con onore. Queste dichiarazioni posero le fondamenta del mito della "Wehrmacht pulita" che riformò la percezione in Occidente dello sforzo bellico tedesco.
Dopo il ritorno degli ultimi militari dalla prigionia in Unione Sovietica, il 7 ottobre 1955, 600 ex membri della Wehrmacht e delle Waffen-SS fecero il seguente pubblico giuramento nella base militare di Friedland, che ebbe una forte eco nei media: «Davanti al popolo tedesco e ai morti tedeschi e davanti alle Forze Armate Sovietiche, giuriamo di non aver né ucciso, né devastato, né saccheggiato. Se abbiamo portato sofferenza e miseria ad altri popoli, questo fu fatto secondo le Leggi di Guerra».

## Come l'evoluzione storiografica ha sfatato il "mito"
Fin dall'immediato dopoguerra, nei paesi che avevano subito l'occupazione della Germania nazista si svilupparono vivaci dibattiti nazionali attorno all'occupazione tedesca, prevalentemente orientati sulla contrapposizione fra resistenza e collaborazionismo, con un'attenzione diretta soprattutto all'analisi dei movimenti di resistenza militare che portò in diversi paesi alla nascita di organismi istituzionali indirizzati alla ricerca storica del periodo dell'occupazione, che a partire dal 1967 si unirono nel Comité d'Histoire de la Deuxième Guerre Mondiale. Nella Germania Federale al contrario non si diede mai importanza a questi due aspetti, e, sviluppandosi in una limitata prospettiva nazionale e solo grazie a ristrette associazioni di diritto privato con gruppi di soci poco numerosi, negli anni Cinquanta e Sessanta la storiografia sullo studio della seconda guerra mondiale in Germania si concentrò sugli sforzi bellici tedeschi, considerati dal punto di vista strettamente operativo o in relazione alla condotta militare al fronte. Questa percezione nazionale si limitava dunque ai combattimenti, considerati come l'essenza della storia della seconda guerra mondiale, tralasciando quasi totalmente la politica di occupazione nazista nei vari paesi europei, argomento che solo dagli anni Settanta cominciò a essere trattato in modo sistematico. Contro la tendenza di questa narrazione "asettica" della storia, in quegli anni si svilupparono in Germania tre filoni interpretativi: il primo riguardante l'interpretazione di una storia militare critica nei confronti delle autogiustificazioni dei protagonisti, in primis dei generali del Terzo Reich; il secondo basato sull'interpretazione della guerra mondiale in quanto espressione dei programmi e degli obiettivi ideologici di Adolf Hitler; il terzo che si concentrava sull'analisi approfondita dei meccanismi di potere del Terzo Reich e dei processi di trasformazione all'interno della società tedesca.
Per quanto riguarda il primo punto, grande risonanza ebbe la tesi di Manfred Messerschmidt nel suo Die Wehrmacht in NS-Staat. Zeit der Indoktrination in cui l'autore dimostrò come la Wehrmacht si era totalmente adeguata all'indottrinamento del regime, smontando quindi il concetto in auge fin dal dopoguerra secondo cui l'esercito tedesco si era dimostrato un organismo militare irreprensibile, obbligato contro la sua volontà a obbedire a ordini superiori criticabili. Con questo saggio Messerschmidt si scontrò con la corrente di pensiero conservatrice che tentava già da tempo di costruire una continuità militare tra la Wehrmacht e il nuovo esercito federale, dove i generali del Terzo Reich venivano spesso omaggiati e dove gli articoli critici riguardavano solo le SS, Hitler o il partito, e non puntavano mai il dito contro la Wehrmacht e i suoi crimini. A mettere a nudo la conduzione aggressiva e criminale della guerra, soprattutto a est, e a togliere ogni spazio a una messa in forse della colpa tedesca per lo scoppio del conflitto, fu l'importante progetto storiografico dal titolo Il Reich tedesco e la seconda guerra mondiale (Das Deutsche Reich und der Zweite Weltkrieg), portato avanti dal Militärgeschichtliches Forschungsamt (Mgfa) ossia l'Ufficio storico del ministero della difesa. In questa serie di volumi però mancava del tutto uno studio sistematico della politica d'occupazione dell'esercito tedesco in Europa e i suoi effetti nelle diverse situazioni politiche, così come mancava uno studio più approfondito sulle responsabilità e sulle motivazioni per cui il Reich tedesco aveva condotto sul fronte orientale una guerra di sterminio. L'assioma su cui si era basato questo studio era quello dove ogni responsabilità andava ricercata negli alti comandi militari e in Hitler, ma nuovi approcci interpretativi sviluppatisi negli anni Ottanta hanno dimostrato come la guerra di sterminio a est e l'Olocausto siano stati condotti con l'attiva collaborazione della Wehrmacht, e nella loro attuazione venne dimostrato come l'esercito tedesco si sia macchiato di spaventosi crimini in tutta l'Europa occupata. Questa generazione di storici tedeschi occidentali dimostrò per esempio la violazione sistematica da parte delle forze armate tedesche delle convenzioni internazionali e le enormi responsabilità degli alti comandi, queste ultime palesate dallo studio pionieristico del 1978 di Christian Streit (Keine Kameraden), in cui venne dimostrato come i comandi dell'esercito fossero i maggiori responsabili della morte di 3,3 milioni di prigionieri di guerra russi per denutrizione, esposizione alle intemperie, esecuzioni sommarie, maltrattamenti e mancata assistenza. Questa ecatombe si verificò perlopiù nel periodo 1941-1942, quando morirono circa 2,8 milioni dei 3,2 milioni di prigionieri caduti fino ad allora in mano tedesca; nel saggio Streit rimarcava e approfondiva l'analisi della dimensione ideologica degli ordini emanati dagli alti comandi (OKW), e come questi implicassero una stretta collaborazione tra Wehrmacht, SS e SD. La morte per inedia e abusi fra i prigionieri di guerra sovietici era dovuta tanto alla deliberata mancanza di ogni organizzazione per il loro trattamento, trasporto e approvvigionamento, quanto al risultato di una deliberata politica «eliminazionista» ordinata dall'OKW e dall'OKH e attuata in modo zelante dall'esercito tedesco. I casi di comportamento brutale delle truppe tedesche contro i prigionieri e i civili sovietici raggiunse un livello tale che molti ufficiali superiori temettero a una generale caduta della disciplina che erodesse la loro autorità, dimostrando così come la politica ufficiale sul trattamento da riservare agli Untermenschen avesse provocato a oriente un imbarbarimento morale tra le truppe tedesche, le quali si macchiarono di crimini atroci in ottemperanza agli "ordini criminali" impartiti dall'OKW alla vigilia dell'operazione Barbarossa.
Particolare attenzione venne data agli aspetti ideologici, all'alto comando e veniva sottolineata l'importanza della impostazione degli "ordini criminali" per creare le "basi legali" per l'esecuzione di crimini sistematici contro i prigionieri di guerra e i civili sovietici.
Le rivelazioni sull'ampiezza del coinvolgimento dell'esercito nelle uccisioni di massa perpetrate dalle Einsatzgruppen mostrarono ancora una volta la grande sensibilità dell'opinione pubblica tedesca nei confronti di questo tema. Nel 1981 il Der Spiegel scrisse che queste nuove indagini avevano mostrato «la spaventosa ampiezza dell'integrazione delle forze armate nei piani di sterminio e nelle politiche di Hitler [...] , confutando la tesi prevalente secondo cui la Wehrmacht non aveva avuto nulla a che fare con gli stermini delle Einsatzgruppen in Unione Sovietica [...e] correggendo le opinioni ampiamente diffuse sulla "purezza" della Wehrmacht».
Negli anni Novanta nuovi filoni interpretativi evidenziarono come la violenta politica di occupazione nazista dei territori occupati fosse in realtà parte integrante della storia politica ed economica del Terzo Reich, e come i crimini ordinati dai vertici militari fossero compiuti e resi possibili solo con la collaborazione fattiva e con l'approvazione ideologica degli ufficiali e dei soldati di ogni livello. Queste nuove interpretazioni vennero dagli studi di storici americani e israeliani come Omer Bartov, il quale criticò il modo in cui la guerra veniva ricordata tra i tedeschi solo attraverso le operazioni militari e le fatiche fisiche, «tralasciando o considerando normale, l'unico aspetto realmente singolare, cioè la criminalità a essa inerente». I nuovi studi basati sulla mentalità e l'indottrinamento dei soldati (o dei poliziotti) intrapresi da Bartov, Browning, Mazower o Schulte ampliarono l'orizzonte sulla collaborazione individuale al programma di sterminio nazista da parte dei soldati tedeschi e dei diversi appartenenti alle forze d'occupazione, rimettendo in discussione la facile distinzione tra burocrati e delinquenti, tra responsabili di reati gravi e tutti gli altri, mettendo in luce da angolature diverse le specificità della guerra condotta sul fronte orientale. Il conseguente "allargamento" quantitativo del gruppo di colpevoli nella Wehrmacht e nelle forze di polizia fu proposto anche da storici tedeschi, soprattutto dopo la mostra itinerante del 1995 sui crimini della Wehrmacht (Vernichtungskrieg, Verbrechen der Wehrmacht 1941 bis 1944) organizzata e promossa dall'Hamburger Institut für Sozialforschung, la quale ha segnato uno snodo storiografico importante nello studio della guerra nazista. I due curatori della mostra, Hannes Heer e Klaus Naumann, intendevano trasmettere al pubblico una visione della Wehrmacht e dei soldati in aperto contrasto con la memoria dei veterani e il carattere autoassolutorio della memorialistica militare, promuovendo invece una visione più "nazificata" dei comandanti e dei soldati di quanto fosse stata accettata fino ad allora. I due curatori produssero poi un saggio, che ponendosi sulla scia degli studi di Bartov ne estremizzavano i concetti, offrendo una circostanziata ricognizione sui crimini commessi dai soldati della Wehrmacht e del suo essenziale «supporto attivo» allo sterminio ebraico. Supporto ottenuto grazie all'attenta politica razziale condotta da Hitler e dai comandi della Wehrmacht allo scopo di "brutalizzare" la guerra e creare nei soldati una «mentalità sterminatoria» grazie all'eliminazione di ogni restrizione formale al comportamento in guerra, fondendo così gli scopi militari al fanatismo ideologico, con lo scopo di allontanare il soldato alle regole della guerra.
La discussione mediatica attorno a questa mostra si sviluppò parallelamente all'accoglienza riservata in Germania al libro di Daniel Goldhagen I volenterosi carnefici di Hitler. Accolto inizialmente dai media e dagli studiosi con un misto di critica e sarcasmo, il saggio si rivelò presto una novità sostanziale rispetto ai precedenti studi sull'Olocausto, e partendo dal presupposto che i tedeschi erano diversi da tutti gli altri popoli civilizzati, lo sterminio degli ebrei fu dovuto a un'unica matrice di antisemitismo genocida. Lasciando intendere che tutti i tedeschi nel Terzo Reich fosse potenziali, "volenterosi carnefici", Goldhagen accusò l'intera nazione di una responsabilità collettiva per l'Olocausto, cosa che i tedeschi di ogni orientamento politico hanno sempre rifiutato, ufficialmente e in privato, e la formula adottata dal cancelliere Helmut Kohl, secondo cui quei crimini erano stati compiuti «nel nome» del popolo tedesco, era la risposta standard a queste affermazioni. Ma il libro di Goldhagen non venne percepito in Germania come un sostegno a una colpa collettiva, bensì come una «descrizione dettagliata» degli orrori dell'omicidio a sangue freddo e dei personaggi spregevoli che commettevano questi crimini. Proprio perché questi assassini non sembravano «uomini comuni», sembra che molti lettori non li abbiano associati alle proprie memorie personali, o ai membri anziani delle loro famiglie o comunità, cosa che invece successe con la mostra di Amburgo. La mostra fu molto più difficile da accettare perché essa puntava il dito sulla Wehrmacht, che nella sua storia inquadrò oltre venti milioni di tedeschi, di ogni condizione sociale ed età (dai 16 ai 55 anni), in gran parte arruolati nelle forze armate e principalmente sul fronte orientale. Storie e memorie, testimonianze e ricordi, lettere e fotografie erano parte integrante di ogni famiglia tedesca e testimoniavano la guerra combattuta al fronte o subita in patria con enormi sofferenze e la perdita di tutto. Vedere accostati i propri cari alle atrocità compiute durante la seconda guerra mondiale fu per molti inaccettabile, anche perché era credenza comune che i crimini più efferati fossero compiuti dalle SS, dall'Ordnungspolizei o dalla Gestapo, che contavano molti meno membri della Wehrmacht. Eppure, spiega Bartov, i documenti mostrano che furono almeno 27 milioni i cittadini sovietici, in gran parte civili, a perdere la vita durante la guerra, e senza dubbio i principali responsabili di tale ecatombe vanno ricercati tra le file dell'esercito tedesco e nella politica messa in atto dai vertici militari.
Con gli studi di Heer e Neumann la storiografia si è ulteriormente spostata dall'analisi degli alti comandi ai soldati, con approcci metodologici che combinavano la storia militare e politica all'antropologia e la storia sociale. Esemplari furono gli studi di Christopher Browning che riguardavano l'esecuzione di ebrei da parte dai riservisti del battaglione 101 di polizia nella Polonia occupata, raccolti in Uomini comuni. Polizia tedesca e «soluzione finale» in Polonia, in cui l'autore indagava le dinamiche di gruppo (conformismo, emulazione, principio di autorità) che erano in grado di trasformare uomini comuni in efferati assassini. Da questi nuovi studi emerse una prospettiva nuova: negli anni la ricerca sullo sterminio su scala industriale delle camere a gas ha posto in secondo piano le uccisioni di massa eseguite da gruppi di assassini ben individuabili; come scrisse lo storico tedesco Lutz Klinkhammer: «il libro di Browning mise in luce non i pochi burocrati dello sterminio come Eichmann, ma migliaia di individui che a partire dagli anni Cinquanta poterono tirarsi fuori da queste storie grazie alle amnistie e ai mancati processi». Inoltre, dopo il 1989 con l'accessibilità agli archivi ex-sovietici e al materiale delle procure tedesche, il numero dei "colpevoli" si è ulteriormente allargato con gli studi di Götz Aly e Susanne Heim (Vordenker der Vernichtung. Auschwitz und die Pläne für eine europäische Ordnung), i quali addebitarono una parte di responsabilità anche alle élite intellettuali e ai "tecnocrati", i quali pur senza mai essere direttamente coinvolti nello sterminio, diedero ai vertici nazisti un "senso logico" e degli appigli ideologici che i vertici trasmisero poi ai soldati, indirizzandoli verso quell'imbarbarimento (Bartov) che aveva trovato la sua corrispondenza nell'imbarbarimento delle pianificazioni intellettuali.
Negli anni Duemila la storiografia tedesca ha cercato di definire meglio il ruolo della Wehrmacht nei territori sovietici occupati, nel suo coinvolgimento nella guerra anti-partigiana, e nell'eseguire operazioni per lo sfruttamento economico, a partire dal poderono saggio del 1999 di Rolf-Dieter Müller e Hans-Erich Volkmann (Die Wehrmacht: Mythos und Realität), che dava un'immagine dell'esercito tedesco ben più articolata e complessa ma contribuiva a smontare il mito della Wehrmacht "pulita" grazie a un'analisi approfondita del livello di radicalizzazione ideologica dell'esercito, e allo studio in maniera puntuale dei contesti in cui le forze regolari esercitavano violenze brutali contro i civili. Parimenti si sviluppò anche lo studio sul ruolo diretto e indiretto della Wehrmacht nella Shoah e nel genocidio degli ebrei russi, durante il quale le forze armate offrirono supporto logistico, assistenza e libertà operativa alle Einsatzgruppen nella fase iniziale del massacro; mentre altre unità presero attivamente parte alle uccisioni, la maggior parte fu impiegata in rastrellamenti, trasporto e sorveglianza degli ebrei, mentre la collaborazione con le squadre della morte fu accettata in quanto ritenute utili nel controllo dei territori nelle retrovie. Gli storici si sono poi interrogati sulle caratteristiche dell'"imbarbarimento della guerra" e di quale fosse il grado di brutalità per definire la violenza militare come "barbara". In questo contesto lo storico Richard Overy ha definito tre aspetti fondamentali della guerra a est: la sovversione delle regole di ingaggio, la violenza indiscriminata durante la guerra partigiana e la violenza militare commessa consapevolmente contro i civili. Altri storici hanno individuato il discorso sul trattamento disumano dei prigionieri come uno dei tratti peculiari della guerra a est, mentre Donald Bloxham ha interpretato tutto il fronte orientale come un "territorio d'eccezione" nel quale le truppe tedesche operarono senza doversi riferire a norme politiche o sociali tradizionali. Questi nuovi studi, intrecciati con le ricerche relative alla guerra totale e alla Shoah, hanno portato a una proficua analisi sulle singole divisioni, dimostrando come la partecipazione alla violenza non fu uniforme, ma dipese dal tempo, dal luogo e dalle aree operative di pertinenza; alcune divisioni ebbero un minor peso nell'esecuzione dei cosiddetti "ordini criminali", ma nel contempo vennero definite con maggior precisione dinamiche, responsabilità e ruoli durante l'occupazione dei territori sovietici.
Jennifer Foray, nel suo studio del 2010 sull'occupazione dei Paesi Bassi da parte della Wehrmacht, afferma: «Dozzine di studi pubblicati negli ultimi decenni hanno dimostrato che il distacco dalla sfera politica rivendicato della Wehrmacht fu un'immagine attentamente coltivata da comandanti e soldati, che, durante e dopo la guerra, cercavano di prendere le distanze dalle campagne omicide condotte ideologicamente dai nazionalsocialisti».

## Parallelismo con l'Italia
Il mito della “Wehrmacht pulita" corrisponde all'emergere di una narrazione analoga che riguarda la partecipazione del Regio Esercito italiano alla seconda guerra mondiale. Apparsa nel dopoguerra, tale narrazione sosteneva il mito degli italiani brava gente in presunto contrasto con i tedeschi brutali e ideologicamente motivati. In particolare, sosteneva che gli italiani non avessero partecipato alla persecuzione nazista degli ebrei nelle zone occupate dell’Est Europa. Un esempio degno di nota del fenomeno nella cultura popolare è il film Mediterraneo (1991), diretto da Gabriele Salvatores. Il film è stato messo in discussione dagli storici in quanto elude «un dibattito pubblico sulla responsabilità collettiva, su colpa e rifiuto, rimorso e perdono».

### In italiano
- Luca Baldissara, Paolo Pezzino (a cura di), Crimini e memorie di guerra, Napoli, L'ancora del Mediterraneo, 2004, ISBN 88-8325-135-0.
- Omer Bartov, Fronte orientale. Le truppe tedesche e l'imbarbarimento della guerra (1941-1945), Bologna, Il Mulino, 2003, ISBN 88-15-09091-6.
- Johann Chapoutot, La legge del sangue, Milano, Einaudi, 2014, ISBN 978-88-06-22712-8.
- Enzo Collotti, L'Europa nazista, Milano, Giunti, 2002, ISBN 88-09-01873-7.
- Gustavo Corni, Terzo Reich e sfruttamento dell'Europa occupata. La politica alimentare tedesca nella seconda guerra mondiale (PDF), in Italia contemporanea, n. 209-210, dicembre 1997-marzo 1998.
- Matteo Ermacora, I crimini della Wehrmacht sul fronte orientale. Rassegna storiografica (1999-2010, parte II) (PDF), in DEP - Deportati, esuli, profughi, n. 15, Università Cà Foscarini, 2011. URL consultato il 29 luglio 2018 (archiviato dall'url originale il 29 luglio 2018).
- Filippo Focardi, Il cattivo tedesco e il bravo italiano. La rimozione delle colpe della seconda guerra mondiale, Roma-Bari, Laterza, 2016, ISBN 978-88-581-2385-0.
- Hannes Heer, La logica della guerra di sterminio (PDF), in Italia contemporanea, n. 209-210, dicembre 1997-marzo 1998.
- Lutz Klinkhammer, La guerra antipartigiana della Wehrmacht. 1941-1944, in Memoria e Ricerca, n. 16, maggio-agosto 2004.
- Lutz Klinkhammer, La guerra nazionalsocialista nella storiografia della Repubblica Federale Tedesca, in Mondo Contemporaneo, n. 2, 2005.
- Massimo Longo Adorno, I fronti orientali - silenzi, sviste, negligenze storiografiche sulla seconda guerra mondiale (PDF), in poloniaeuropae, n. 2, 2011, ISSN 2281-4175 (WC · ACNP).
- Sönke Neitzel, Harald Welzer, Soldaten. Combattere, uccidere, morire, Milano, Garzanti, 2012, ISBN 978-88-11-68493-0.
- Richard Overy, Interrogatori. Come gli Alleati hanno scoperto la terribile realtà del Terzo Reich, Milano, Mondadori, 2002, ISBN 978-88-0450-435-1.
- Gerhard Schreiber, La vendetta tedesca 1943-1945. Le rappresaglie naziste in Italia, Milano, Mondadori, 2000, ISBN 88-04-42515-6.
- Joachim Staron, Fosse Ardeatine e Marzabotto. Storia e memoria di due stragi tedesche, Bologna, Il Mulino, 2007  [2002], ISBN 88-15-11518-8.

### In inglese
- (EN) Donald Abenheim, Reforging the Iron Cross: The Search for Tradition in the West German Armed Forces, Princeton University Press, 1989, ISBN 978-0-691-60247-9.
- (EN) Truman Anderson, "Germans, Ukrainians and Jews: Ethnic Politics in Heeresgebiet Sud, June– December 1941", in War in History, vol. 7, n. 3, luglio 2000, doi:10.1177/096834450000700304.
- (EN) Paul R. Bartrop; Leonard Jacobs, Modern Genocide: The Definitive Resource and Document Collection. 1, Santa Barbara, Calif., ABC-CLIO, 2014, ISBN 978-1-61069-363-9.
- (EN) Phillip W. Blood, Hitler's Bandit Hunters: The SS and the Nazi Occupation of Europe, Potomac Books, 2006, ISBN 978-1-59797-021-1.
- (EN) Horst Boog; Jürgen Förster; Joachim Hoffmann; Ernst Klink; Rolf-Dieter Müller; Gerd R. Ueberschär, Attack on the Soviet Union. Germany and the Second World War. IV., Oxford, Clarendon Press, 1998, ISBN 0-19-822886-4.
- (EN) Richard J. Evans, In Hitler's Shadow. West German Historians and the Attempt to Escape the Nazi Past, New York, Pantheon, 1989, ISBN 978-0-394-57686-2.
- (EN) Jennifer Foray, "The 'Clean Wehrmacht' in the German-occupied Netherlands, 1940–5", in Journal of Contemporary History, vol. 45, n. 4, ottobre 2010,  pp. 768-787, doi:10.1177/0022009410375178. JSTOR 25764581.
- (EN) Jürgen Förster, Barbarossa Revisited: Strategy and Ideology in the East, in Jewish Social Studies, vol. 50, n. 1/2, inverno 1988,  pp. 21-36.
- (EN) Jürgen Förster, The German Military's Image of Russia. Russia War, Peace and Diplomacy, London, Weidenfeld & Nicolson, 2005.
- (EN) Stephen Fritz, Ostkrieg: Hitler's War of Extermination in the East, University Press of Kentucky, 2015, ISBN 978-0-8131-6119-8.
- (EN) Patricia Heberer; Jürgen Matthäus, Atrocities on Trial: Historical Perspectives on the Politics of Prosecuting War Crimes, Washington, D.C., University of Nebraska Press, 2008, ISBN 978-0-8032-1084-4.
- (EN) Hannes Heer; Klaus Naumann, War of Extermination: The German Military in World War II, Berghahn Books, 2004, ISBN 1-57181-232-6.
- (EN) Ulrich Herbert, Holocaust Research in Germany. The History and Prospect of a Difficult Discipline, in: Holocaust and Memory in Europe, edited by Thomas Schlemmer and Alan E. Steinweis, Berlino-Boston, De Gruyter, 2016, ISBN 978-3-11-046680-5.
- (EN) Christian Ingrao, Believe and Destroy: Intellectuals in the SS War Machine, Malden, MA, Polity, 2013, ISBN 978-0-7456-6026-4.
- (EN) Bill Treharne Jones e Christopher Andrew, The Fatal Attraction of Adolf Hitler (documentario televisivo), BBC, 1989.
- (EN) Alex J. Kay, Exploitation, Resettlement, Mass Murder: Political and Economic Planning for German Occupation Policy in the Soviet Union, 1940–1941, New York, Berghahn Books, 2011, ISBN 978-1-84545-186-8.
- (EN) David C. Large, "Reckoning without the Past: The HIAG of the Waffen-SS and the Politics of Rehabilitation in the Bonn Republic, 1950–1961", in The Journal of Modern History, vol. 59, n. 1, University of Chicago Press, 1987,  pp. 79-113, doi:10.1086/243161. JSTOR 1880378.
- (EN) Rolf-Dieter Müller; Gerd Ueberschär, Hitler's War in the East 1941–1945: A Critical Assessment, New York, Berghan Books, 1997, ISBN 978-1-84545-501-9.
- (EN) Jeff Rutherford, Combat and Genocide on the Eastern Front: The German Infantry’s War, 1941–1944, 2014.
- (EN) Ben Shepherd, "The Clean Wehrmacht, the War of Extermination, and Beyond", in War in History, vol. 52, n. 2, giugno 2009,  pp. 455-473, doi:10.1017/S0018246X09007547.
- (EN) Ben Shepherd, Hitler's soldiers: the German army in the Third Reich, New Haven, Yale University Press, 2016, ISBN 978-0-300-17903-3.
- (EN) Ronald Smelser; Edward J. Davies, The Myth of the Eastern Front: The Nazi-Soviet War in American Popular Culture, New York, Cambridge University Press, 2008, ISBN 978-0-521-83365-3.
- (EN) Kurt Tauber, Beyond Eagle and Swastika: German Nationalism Since 1945, Middletown, Conn., Wesleyan University Press, 1967.
- (EN) Michael Tymkiw, Debunking the myth of the saubere Wehrmacht, in Word & Image 23, n. 4, 2007,  pp. 485-492.
- (EN) Wolfram Wette, The Wehrmacht: History, Myth, Reality, Cambridge, Mass., Harvard University Press, 2007, ISBN 978-0-674-02577-6.

### In tedesco
- (DE) Detlev Bald, Johannes Klotz, Wolfram Wette, Mythos Wehrmacht. Nachkriegsdebatten und Traditionspflege, Berlino, Aufbau, 2001, ISBN 3-7466-8072-7.
- (DE) Michael Bertram, Das Bild der NS-Herrschaft in den Memoiren führender Generäle des Dritten Reiches, Ibidem-Verlag, 2009.
- (DE) Rolf Düsterberg, Soldat und Kriegserlebnis. Deutsche militärische Erinnerungsliteratur (1945–1961) zum Zweiten Weltkrieg. Motive, Begriffe, Wertungen, Niemeyer 2000, 2000, ISBN 978-3-484-35078-6.
- (DE) Jürgen Förster, Die Wehrmacht im NS-Staat. Eine strukturgeschichtliche Analyse, Monaco di Baviera, Oldenbourg, 2007, ISBN 3-486-58098-1.
- (DE) Hannes Heer, Wie kann man die Geschichte des Holocaust und des Vernichtungskrieges erzählen? Über Erinnerungspolitik in einer erinnerungsresistenten Gesellschaft, in Hannes Obermair et al. (a cura di), Erinnerungskulturen des 20. Jahrhunderts im Vergleich – Culture della memoria del Novecento al confronto, Bolzano, Città di Bolzano, 2014,  pp. 115–153, ISBN 978-88-907060-9-7.
- (DE) Lars-Broder Keil, Sven Felix Kellerhoff, Ritterlich gekämpft? Verbrechen der Wehrmacht 1941–1945. In: Deutsche Legenden. Vom „Dolchstoß“ und anderen Mythen der Geschichte, Berlino, Links, 2002, ISBN 3-86153-257-3.
- (DE) Wilfried Loth, Bernd-A. Rusinek, Verwandlungspolitik: NS-Eliten in der westdeutschen Nachkriegsgesellschaft, Francoforte sul Meno, Campus, 1998, ISBN 3-593-35994-4.
- (DE) Walter Manoschek, Alexander Pollak, Ruth Wodak, Hannes Heer, Wie Geschichte gemacht wird. Zur Konstruktion von Erinnerungen an Wehrmacht und Zweiten Weltkrieg, Vienna, Czernin, 2003, ISBN 3-7076-0161-7.
- (DE) Walter Manoschek, Die Wehrmacht im Rassenkrieg. Der Vernichtungskrieg hinter der Front, Vienna, Picus, 1996, ISBN 3-85452-295-9.
- (DE) Manfred Messerschmidt, Die Wehrmacht im NS-Staat. Zeit der Indoktrination, Amburgo, von Decker, 1969, ISBN 3-7685-2268-7.
- (DE) Rolf-Dieter Müller, Hans-Erich Volkmann, Die Wehrmacht. Mythos und Realität. Hrsg. im Auftrag des Militärgeschichtlichen Forschungsamtes, Monaco di Baviera, Oldenbourg, 1999, ISBN 3-486-56383-1.
- (DE) Klaus Naumann, Die „saubere“ Wehrmacht. Gesellschaftsgeschichte einer Legende, in Mittelweg 36, vol. 7, n. 4, 1998,  pp. 8-18.
- (DE) Kurt Pätzold, Ihr waret die besten Soldaten. Ursprung und Geschichte einer Legende, Militzke, 2000, ISBN 978-3-86189-191-8.
- (DE) Alexander Pollak, Die Wehrmachtslegende in Österreich. Das Bild der Wehrmacht im Spiegel der österreichischen Presse nach 1945, Vienna, Böhlau, 2002, ISBN 3-205-77021-8.
- (DE) Mechthild Rössler, Sabine Schleiermacher, Der «Generalplan Ost»: Hauptlinien der nationalsozialistischen Planungs- und Vernichtungspolitik, Berlino, 1993.
- (DE) Alfred Streim, Saubere Wehrmacht? Die Verfolgung von Kriegs- und NS-Verbrechen in der Bundesrepublik und der DDR. In: Hannes Heer (Hrsg.): Vernichtungskrieg. Verbrechen der Wehrmacht 1941–1944, Amburgo, 1995, ISBN 3-930908-04-2.
- (DE) Peter Steinkamp, Bernd Boll e Ralph-Bodo Klimmeck, Saubere Wehrmacht: Das Ende einer Legende? Freiburger Erfahrungen mit der Ausstellung. Vernichtungskrieg: Verbrechen der Wehrmacht 1941 bis 1944, in Geschichtswerkstatt, n. 29, 1997,  pp. 92-105.
- (DE) Wolfram Wette, Die Wehrmacht. Feindbilder, Vernichtungskrieg, Legenden, Francoforte sul Meno, Fischer, 2002, ISBN 3-7632-5267-3.